# Francisco Molina Ruiz
Francisco Javier Molina Ruiz (Ciudad de México, Distrito Federal, 15 de septiembre de 1950-1 de julio de 2023) fue un político mexicano, miembro del Partido Acción Nacional, que fue Senador de la República.
Francisco Molina Ruiz era abogado y maestro en Administración de Empresas por la Universidad Autónoma de Chihuahua, inició su carrera profesional como Defensor de oficio, Agente del Ministerio Público y Jefe de Servicios Jurídicos de la delegación del Instituto del Fondo Nacional de la Vivienda para los Trabajadores (INFONAVIT) en Chihuahua. 
En 1992 fue designado procurador general de Justicia del estado de Chihuahua por el gobernador Francisco Barrio Terrazas, permaneció en el cargo hasta 1996, cuando a propuesta del procurador general de la República, Antonio Lozano Gracia, el presidente Ernesto Zedillo lo nombró comisionado del Instituto Nacional de Combate a las Drogas, cargo en el que permaneció ocho meses hasta que fue sustituido por el general Jesús Gutiérrez Rebollo. En 1997 fue elegido Senador de la República por lista nacional para la LVII Legislatura y cuyo periodo terminó en 2000.
En 2000 fue Coordinador de Justicia y Seguridad del equipo de transición gubernamental del entonces presidente electo Vicente Fox, posteriormente fue Oficial Mayor de la Secretaría de la Función Pública.
Molina Ruiz falleció a los 72 años de edad, el 1 de julio de 2023 tras padecer cáncer de hígado.